# Регуларни рат
Регуларни рат је назив за рат који воде државе својим регуларним оружаним снагама. 
Војска организована и обучена по одређеним, у већини држава по уједначеним правилима, заснованим већ од робовсланичко друштво робовласничког друштва на међународним обичајним правилима. По њима су устанак, револуција, партизански рат и народноослободилачка борба сматрани нерегуларним.
У другој половини 19. века међународно ратно право знатно је проширило појам регуларног рата, јер је учешће у рату, поред редовних оружаних снага, признато и новим категоријама лица која се у правима изједначавају са припадницима оружаних снага.
У савременим условима, по међународном ратном праву, са регуларним снагама, изједначене су јединице територијалне заштите, фабричких заштита, припадници разних локалних стража и добровољачких одреда, одреда народне војске, јединица организованог покрета отпора и људство које по унутрашњим прописима одређене земље не чини саставни део њених оружаних снага, уколико сви они испуњавају одређене услове (организованост, ношење знакова распознавања, јавно ношење оружја и поштовање међународног права). Иста права има и становништво неокупиране територије које се прихватило оружја и пружило отпор непријатељу, ако испуњава одређене услове (јавно ношење оружја и поштовање међународног права). Тиме је појам регуларног рата знатно измењен и проширен.